# دانشنامه حقوق خصوصی
دانشنامه حقوق خصوصی کتابی از مسعود انصاری و محمدعلی طاهری است که در سال ۱۳۸۴ منتشر و در مراسم کتاب سال جمهوری اسلامی ایران به‌عنوان کتاب برگزیده معرفی شد.